# Jean-Baptiste Brenet
Jean-Baptiste Brenet (né le 25 janvier 1972 à Marseille) est un philosophe français, spécialiste de philosophie arabe et latine. Il est professeur à l'université Paris-I Panthéon-Sorbonne, où il enseigne l'histoire de la philosophie arabe "médiévale" ou "classique".

## Biographie
Jean-Baptiste Brenet est agrégé de philosophie (1995); docteur en sciences religieuses (2002, École pratique des hautes études, 5e section, sous la direction d'Alain de Libera :Transferts du sujet. La noétique d'Averroès selon Jean de Jandun); habilité à diriger des recherches (2010, École pratique des hautes études, 5e section, avec Alain de Libera comme garant: Averroès et la scolastique latine. Etudes d’histoire des philosophies médiévales arabe et latine).
Professeur de philosophie au Lycée de 1995 à 2000, puis détaché comme chargé de recherches au CNRS (2000-2002), il est élu maître de conférence à l'Université Paris Ouest-Nanterre La Défense (2003-2011), puis professeur des Universités à l'Université Paris 1 Panthéon-Sorbonne (2011-). Il y dirige jusqu'en 2019 le Centre GRAMATA (Groupe de recherche antiquité, Moyen Âge et transmission arabe). Il est membre du laboratoire de recherches SPHère (UMR 7219).
Jean-Baptiste Brenet est traducteur du latin et de l'arabe. Il a co-fondé et co-dirige avec Christophe Grellard la collection « Translatio. Philosophies médiévales », chez Vrin. Il a créé et anime à l'Institut du Monde arabe "falsafa. Les RDV de la philosophie arabe à l'IMA".
L'objet principal des travaux de Jean-Baptiste Brenet est Averroès (Ibn Rushd, 1126-1198) et la philosophie andalouse. Il les étudie à la fois pour examiner les grands concepts de la falsafa (notamment en métaphysique, en anthropologie et en philosophie de l'esprit) et pour comprendre l’héritage de cette philosophie « arabe » dans la pensée latine, et plus largement dans la pensée moderne européenne.

## Décorations
- Chevalier de l'ordre des Arts et des Lettres (2 novembre 2023)[3].

## Publications

### Essais
- 2003 : Transferts du sujet. La noétique d'Averroès selon Jean de Jandun, Vrin -  (ISBN 978-2-71161-653-4)
- 2007 : Averroès et les averroïsmes juif et latin, Actes du colloque international (Paris, 16-18 juin 2005), Coll. Textes et Études du Moyen Âge, Brepols -  (ISBN 978-2-50352-742-0)
- 2010 : Thomas d'Aquin, Les Créatures spirituelles. Introduction, traduction et notes de Jean-Baptiste Brenet, Paris, Vrin (coll. « Sic et non »)
- 2013 : Les Possibilités de jonction. Averroès - Thomas Wylton, De Gruyter -  (ISBN 978-3-11031-517-2)
- 2015 : Averroès l’inquiétant, Les Belles Lettres -  (ISBN 978-2-25144-533-5) (traduction en espagnol, Metales Pesados, Chili, 2018 ; en italien, Carocci, 2019 ; en arabe, Dâr al-kitâb al-jadîd, 2020 ; en russe, Ad marginem).
- 2016 : Thomas d'Aquin, L'Âme et le Corps (Somme de Théologie, Ia, q. 75-76), traduction et notes de Jean-Baptiste Brenet, introduction de C. Bazan, Paris, Vrin
- 2017 : Je fantasme - Averroès et l'espace potentiel, Verdier -  (ISBN 978-2-86432-909-1)
- 2018 : Intellect d’amour (avec Giorgio Agamben), Lagrasse, Verdier (traduction italienne, Quodlibet, 2020 ; traduction espagnole, Hidalgo, 2021)
- 2018: (avec L. Cesalli), Sujet libre. Pour Alain de Libera, Paris, Vrin.
- 2019 : La Philosophie arabe à l'étude. Sens, limites et défis d’une discipline nouvelle (avec Olga Lizzini), in Studying Arabic Philosophy. Meaning, Limits and Challenges of a Modern Discipline, Paris, Vrin
- 2019 : Dante et l'Averroïsme (avec Alain de Libera et I. Rosier), Collège de France-Belles Lettres
- 2020 : Robinson de Guadix (préface de Kamel Daoud), Lagrasse, Verdier
- 2021: Ibn Ṭufayl, Le philosophe sans maître, édition de la traduction d’E.-M. Quatremère, préface et notes par J.-B. Brenet, Paris, Payot et Rivages.
- 2022: Que veut dire penser ? Arabes et Latins, Paris, Payot (trad. arabe, Sophia, Koweït, 2023 ; trad. russe, ad Marginem, 2024) : Prix PhiloMonaco de l’essai philosophique 2023
- 2023: Demain la veille, Lagrasse, Verdier.
- 2024: Le dehors dedans. Averroès en peinture, Paris, Macula.

### Articles
- Liste complète des publications de Jean-Baptiste Brenet sur le site de l'université
- Perfection de la philosophie ou philosophe parfait ?  - Jean de Jandun, lecteur d'Averroès, in Recherches de théologie et philosophie médiévales, Vol. 68, No. 2, 2001, pp. 310-348
- Les sources et le sens de l'anti-averroïsme de Thomas de Strasbourg, in Revue des sciences philosophiques et théologiques, 2006/4 (Tome 90)
- Thomas d'Aquin pense-t-il ? - Retours sur Hic homo intelligit, in Revue des sciences philosophiques et théologiques, 2009/2 (Tome 93)
- Sujet, objet, pensée personnelle : l'Anonyme de Giele contre Thomas d'Aquin, in Archives d'histoire doctrinale et littéraire du Moyen Âge, 2012/1 (Tome 79)
- Siger de Brabant et la notion d'operans intrinsecum : un coup de maître ?, in Revue des sciences philosophiques et théologiques, 2013/1 (Tome 97)
- Pensée, dénomination extrinsèque et changement chez Averroès - Une lecture d'Aristote, Physique VII, 3, in Archives d'histoire doctrinale et littéraire du Moyen Âge, 2015/1 (Tome 82)

### Traductions
- 1998 : Guillaume d'Auvergne, De l'âme (VII, 1-9), Vrin -  (ISBN 978-2-71161-368-7)
- 2010 : Thomas d'Aquin, Les Créatures spirituelles, 320 pages, Vrin -  (ISBN 978-2-71162-266-5)
- 2013 : Thomas Wylton, L'âme intellective, De Gruyter -  (ISBN 978-3-11031-517-2)
- 2016 : Thomas d'Aquin, L'Âme et le Corps (Somme de théologie, Ia, q. 75-76), 232 pages, Vrin -  (ISBN 978-2-71162-688-5)
- 2018 : Avicenne, (?), Epître sur les prophéties, introduction (avec O. Lizzini), traduction de l’arabe et notes, Paris, Vrin -  (ISBN 978-2-71162-774-5)
- 2022: Averroès, (Ibn Rushd), L’intellect (Compendium du livre De l’âme), texte arabe établi et présenté par D. Wirmer, introduction, traduction et notes par J.-B. Brenet, Paris, Vrin: Prix Ibn Khaldûn/Senghor de la traduction arabe
- 2023 : Averroès, Dieu et la connaissance du monde, Paris, Payot et Rivages.
- 2024: Dans J.-B. Brenet, Le dehors dedans. Averroès en peinture, Paris, Macula: (i) Saint Bonaventure, Commentaire des Sentences, distinction 18, article 2, question 1 (1250-1252), p. 227 sq.; (ii) Thomas d’Aquin, Commentaire des Sentences, Livre II, distinction 17, question 2, art. 1 (1252-1254), p. 238 sq.; (iii) Thomas d’Aquin, Abrégé de théologie I (De fide) (1261-1265), I, 79; 85; 86; 87; 89 p. 252 sq. ; (iv) Siger de Brabant, Questions sur le livre III du traité De l’âme d’Aristote (1265-1266), q. 1; 7; 8; 914; 15; p. 261 sq.; (v) Thomas d’Aquin, Questions sur l’âme (1266-1267), q. 2; 3; 5;  p. 287 sq.; (vi) Thomas d’Aquin, Commentaire du traité De l’âme d’Aristote (1267-1268), III, 1; 4 p. 318 sq.; (vii) Étienne Tempier, Condamnation du 10 décembre 1270 ; Condamnation du 7 mars 1277 (extraits), p. 323 sq.; (viii) Anonyme de Giele, Questions sur le traité De l’âme d’Aristote, q. I, 6; q. II, 4; p. 327 sq.; (ix) Gilles de Rome, Lecture du livre II des Sentences, Question 56, distinction 17, p. 343 sq.; (x) Siger de Brabant, De l’âme intellective, texte intégral, p 364 sq.; (xi)Taddeo de Parme, Questions sur le livre III du traité De l’âme d’Aristote, extraits (1318-1325 ?), III, 4; 5; p. 398.